# Уваровская базилика
Уваровская базилика — разрушенный собор в древнегреческом городе Херсонес Таврический, условно названная именем А. С. Уварова, который в 1853 году проводил её раскопки.

## История
Уваровская базилика — одна из крупнейших в Крыму. При расчистке храма были найдены монеты IV—X веков, что позволило А. С. Уварову предположить, что базилика была возведена при Константине Великом (306—337) и функционировала до X века. Позднее А. Л. Якобсон, определял хронологию рассмотренных им христианских храмов Херсонеса, в т. ч. и Уваровской базилики в пределах V—VI веков или начала VII века. Предложенная им датировка остаётся актуальной.
Историки и археологи считают, что именно эта базилика была главным храмом города, посвящённым апостолам Петру и Павлу, о которых упоминается в письменных источниках. В 1853 году её раскопал граф А. С. Уваров, основатель Московского археологического общества.

## Архитектура и убранство
Сама базилика — это типичные тринефа на сооружение. Длина храма 50 м, ширина 22 м. Верующие входили в здание через три двери западного фасада, которые вели в средний и боковые нефы базилики. Западный фасад был украшен крытой аркадой с мозаичным полом. Такие же мозаичные полы были и в боковых нефах: яркий геометрический рисунок из кубиков чёрного, красного, жёлтого и белого цвета, выложенный на белом фоне. На мозаике южного нефа сохранилась греческая надпись чёрными кубиками: «О молитве за Малха и всех его родных». Ещё в 1853 году эту мозаику вывезли в Санкт-Петербург, где она выставлена в одном из залов Эрмитажа.
Центральный неф, длиной 36 м и шириной 11 м, был вымощен мраморными плитами. Центральный неф заканчивался в восточной части храма полукруглой алтарной апсидой. Боковые нефы были значительно ниже и уже (4 м) по сравнению с центральным. Они были достаточно тёмными, поскольку не имели окон. Колоннады из одиннадцати колонн отделяли нефы друг от друга.
С южной стороны к базилике была пристроена узкая галерея. Перед экзонартексом находился широкий двор - атриум с фонтаном (так называемыми фиалом) в центре и крытыми галереями по бокам.
С южной стороны находилось здание, которое соединялось с Уваровской базиликой крытой галереей. Историки предполагают, что, это мог быть дом священнослужителя или резиденция епископа.